# 主治医が見つかる診療所
『主治医が見つかる診療所』（しゅじいがみつかるしんりょうじょ）は、2006年4月10日から2008年9月22日までテレビ東京系列でレギュラー第1期が放送されたのち、2012年4月23日から2021年9月9日までレギュラー第2期が放送された医療番組。レギュラー放送終了後は、不定期放送に移行した。
レギュラー第1期は、当初毎週月曜20:00 - 20:54（JST）の放送だったが、2006年10月2日からは毎週月曜19:00 - 19:54に枠移動した。レギュラー第2期は、2012年から再び月曜20時台で放送されたが、2017年10月19日から毎週木曜19:58 - 20:54に枠移動した。
2005年に3回単独放送された後レギュラー化された。
2025年3月末にて月曜プレミア8は終了。2025年4月以降不定期放送で継続。

## 概要
毎回数組のゲストを招き、ゲストが気にしている症状を、6人の医師団の相談で判定し、アドバイスをする、という内容。また、ゲストが頼りにしているかかりつけの医師も紹介することがある。

### レギュラー放送第1期
当初は月曜20時台に放送されていたが、半年後に月曜19時台に移動し約2年間放送された。
レギュラー放送は2008年9月22日放送の3時間スペシャル（19:00 - 21:48）をもって終了した。レギュラー放送終了後は単発番組として不定期に放送されていた。
この番組の終了後は、金曜20時に放送されていた時代劇枠と放送枠の入れ替えを行い、月曜19時枠には時代劇『主水之助 七番勝負』が、金曜20時枠にはバラエティ番組『世界を変える100人の日本人! JAPAN☆ALLSTARS』が新たに放送開始された。

### 特番時代
2008年12月15日に「祝復活!主治医が見つかる診療所」として3時間スペシャルで放送された。その後も、改編期等にSPとして放送されていた。
2010年11月8日から不定期ながら『月曜プレミア!』内にて復活したが下記のような問題があり、1年半でわずか2回しか放送されなかった。

### レギュラー放送第2期
2012年4月23日より再びレギュラー放送されることが決まった。放送時間は開始当初と同じ月曜20時からの放送になり、約5年半ぶりに返り咲くことになった。
なお直後番組『実録世界のミステリー』との接続はステブレレスとなった（シリーズ初）。
2012年7月9日より放送時間が6分拡大され、21:00まで放送されていた。
2013年4月よりさらに6分拡大し、19:54からのフライングスタートを実施していた。
2014年3月でフライングスタートを終了し20:00からの放送に戻った。また、同年4月1日からは姉妹番組『別冊主治医が見つかる診療所 健康スイッチ』（べっさつ しゅじいがみつかるしんりょうじょ けんこうスイッチ、毎週月曜 - 金曜の17:20 - 17:50）が開始された。なお、この番組から平日夕方17時台後半の月 - 金の帯枠は8年ぶりにローカルセールス枠に戻り、系列局も異なる編成を取ることになった（テレビ愛知は同時ネット、テレビ北海道は10分遅れ、テレビ大阪・テレビせとうち・TVQ九州放送は非ネットまたは違う時間帯での放送のどちらかになった）。
2017年の秋改編で、木曜20時台の『世界!ニッポン行きたい人応援団』との枠交換により、当番組は2017年10月19日から毎週木曜19:58 - 20:54枠に変更された。
当番組が木曜20時台に移動により、木曜21時台『和風総本家』（テレビ大阪制作）と木曜22時台『日経スペシャル カンブリア宮殿』と3時間連続で月曜日から枠移動した番組が放送されることになった。またナレーションが開始当初から担当していた平野義和から奥田民義に変更された。
木曜20時に移動してから徐々に2時間SPでの放送の頻度が増えていき、2018年8月以降は、2019年4月25日放送分および2020年1月30日放送分を除き、全て2時間SP以上で放送されていた。特に2019年10月期はわずか3回しか放送されず、2019年12月にいたっては、一度も放送がなかった。
2021年10月改編により、同年9月でレギュラー放送を終了し『月曜プレミア8』内での不定期放送に移行。10月以降の木曜20時台は、『有吉の世界同時中継 〜今そっちどうなってますか?〜』がレギュラー化され、放送されている。

### 問題
2010年11月8日放送分にて、番組内で健康飲料を紹介し治験を行ったが、治験者のうちの1人がその飲料を販売している会社の社長であることが判明した。テレビ東京は「出演させるべきではない人を出演させてしまった。取材時の確認作業に不手際があった。取材・制作体制を見直していく」と謝罪した。

## 出演者

### 司会
- 草野仁
- 東野幸治

2021年3月8日までは、草野は所長、東野は副所長という肩書きがあった。

### アシスタント
- 初代 - 福井未菜（2006年4月10日 - 2007年3月5日）
- 2代目 - 磯山さやか（2007年3月19日 - 2008年9月22日）
- 3代目 - 大江麻理子（テレビ東京アナウンサー 2008年12月15日、2010年4月5日、9月27日ほかSP放送時）
- 4代目 - 森本智子（テレビ東京アナウンサー 2010年11月8日、2012年1月23日、4月23日 - 2021年3月8日）
- 5代目 - 福田典子（テレビ東京アナウンサー 2021年4月1日 -8月19日 ）
- 6代目 - 片渕茜（テレビ東京アナウンサー2021年9月9日）
- 7代目 ｰ 狩野恵里（テレビ東京アナウンサー2021年10月18日ｰ2022年5月30日）
- 8代目 - 冨田有紀（テレビ東京アナウンサー2022年8月1日‐）

### ナレーション
現在
- 大江戸よし々
- よしいよしこ

2021年4月1日から担当。
過去
- 平野義和

第1期レギュラー放送から第2期月曜時代まで。木曜時代は既存の担当番組があるため降板。
- マリリン山田

第1期レギュラー放送時のみ
- 奥田民義
- 加藤ルイ

木曜時代から。平野に代わり奥田がメインナレーションを務めた。2021年3月8日まで担当。

### 医師（スタジオレギュラー）
レギュラー放送第1期
- 秋津壽男［秋津医院／院長／内科］
- 上山博康［札幌禎心会病院 脳疾患研究所 所長／脳神経外科］
- 金　武英［梅丘内科院長／内科・循環器科］
- 南淵明宏［大和成和病院院長］
- 南雲吉則［ナグモクリニック 総院長／癌・乳腺専門・形成外科］
- 新見正則［帝京大学医学部附属病院　准教授／外科・漢方］
- 宮薗洋子［久野マインズタワークリニック／消化器内科］
- 森智恵子［シロノクリニック恵比寿本院／皮膚科・産婦人科］

レギュラー放送第2期
- 秋津壽男［秋津医院／院長／内科］
- 上山博康［禎心会病院 脳疾患研究所 所長／脳神経外科］
- 丁宗鐵［日本薬科大学 学長、百済診療所 院長／漢方，統合医療・未病学］
- 南雲吉則［ナグモクリニック 総院長／癌・乳腺専門・形成外科］
- 新見正則［帝京大学医学部附属病院　准教授／外科・漢方］
- 姫野友美［ひめのともみクリニック　院長／心療内科・栄養療法］
- 森智恵子［シロノクリニック恵比寿本院／皮膚科・産婦人科］
- 森一博［髙石内科胃腸科内視鏡センター／消化器内科］
- 中山久徳 [そしがや大蔵クリニック　院長／内科・リウマチ科・骨粗鬆症]

## 備考
- 放送内容の詳細については公式サイトを参照されたい。
- 2013年10月21日放送分は「パ・クライマックスシリーズファイナルステージ第4戦・東北楽天×千葉ロッテ」（18:30 - 21:54[注 4]）放送のため、急遽中止となった[8]。

## ネット局と放送時間

### レギュラー放送第1期
| 放送対象地域   | 放送局                    | 系列           | 放送日時           | 遅れ       |
| -------------- | ------------------------- | -------------- | ------------------ | ---------- |
| 関東広域圏     | テレビ東京（TX）          | テレビ東京系列 | 月曜 19:00 - 19:54 | 【制作局】 |
| 北海道         | テレビ北海道（TVh）       | テレビ東京系列 | 月曜 19:00 - 19:54 | 同時ネット |
| 愛知県         | テレビ愛知（TVA）         | テレビ東京系列 | 月曜 19:00 - 19:54 | 同時ネット |
| 大阪府         | テレビ大阪（TVO）         | テレビ東京系列 | 月曜 19:00 - 19:54 | 同時ネット |
| 岡山県・香川県 | テレビせとうち（TSC）     | テレビ東京系列 | 月曜 19:00 - 19:54 | 同時ネット |
| 福岡県         | TVQ九州放送（TVQ）        | テレビ東京系列 | 月曜 19:00 - 19:54 | 同時ネット |
| 岐阜県         | 岐阜放送（GBS）           | 独立局         | 月曜 19:00 - 19:54 | 同時ネット |
| 滋賀県         | びわ湖放送（BBC）         | 独立局         | 月曜 19:00 - 19:54 | 同時ネット |
| 奈良県         | 奈良テレビ（TVN）         | 独立局         | 月曜 19:00 - 19:54 | 同時ネット |
| 和歌山県       | テレビ和歌山（WTV）       | 独立局         | 月曜 19:00 - 19:54 | 同時ネット |
| 三重県         | 三重テレビ（MTV）         | 独立局         | 金曜 21:00 - 21:55 | 遅れネット |
| 宮城県         | ミヤギテレビ（MMT）       | 日本テレビ系列 | 土曜 17:00 - 17:55 | 遅れネット |
| 新潟県         | 新潟放送（BSN）           | TBS系列        | 日曜 15:00 - 15:54 | 遅れネット |
| 長野県         | テレビ信州（TSB）         | 日本テレビ系列 | 金曜 9:55 - 10:50  | 遅れネット |
| 石川県         | 石川テレビ（ITC）         | フジテレビ系列 | 日曜 14:05 - 15:00 | 遅れネット |
| 島根県・鳥取県 | さんいん中央テレビ（TSK） | フジテレビ系列 | 日曜 12:00 - 13:00 | 遅れネット |
| 広島県         | 中国放送（RCC）           | TBS系列        | 木曜 9:55 - 10:50  | 遅れネット |
| 鹿児島県       | 鹿児島読売テレビ（KYT）   | 日本テレビ系列 | 火曜 15:50 - 16:45 | 遅れネット |
| 沖縄県         | 琉球放送（RBC）           | TBS系列        | 木曜 14:55 - 15:51 | 遅れネット |

- 三重テレビを除く独立局では、通常時同時ネットではあったが、あくまで番販ネットのため、自主編成により臨時非ネットとすることがあった。

過去のネット局
- テレビ岩手（TVI・日本テレビ系列、土曜日 11:55 - 12:50、途中で打ち切り）
- 秋田放送（ABS・日本テレビ系列、木曜日 10:25 - 11:20、途中で打ち切り）
- 静岡放送（SBS・TBS系列、火曜日 9:55 - 10:50、2007年9月で打ち切り[注 5]）
- 静岡第一テレビ（SDT・日本テレビ系列、木曜日 15:50 - 16:47、途中で打ち切り）
- 北日本放送（KNB・日本テレビ系列、木曜日 9:55 - 10:50、2007年3月29日で打ち切り）
- テレビ愛媛（EBC・フジテレビ系列、日曜日 12:00 - 12:55、2006年10月で打ち切り）
- テレビ山口（tys・TBS系列、金曜日 15:54 - 16:50、2006年5月 - 12月1日）
- くまもと県民テレビ（KKT・日本テレビ系列、火曜日 15:50 - 16:45、途中で打ち切り）

### レギュラー放送第2期
| 放送対象地域   | 放送局                    | 系列           | 放送日時           | 遅れ       | 脚注                |
| -------------- | ------------------------- | -------------- | ------------------ | ---------- | ------------------- |
| 関東広域圏     | テレビ東京（TX）          | テレビ東京系列 | 木曜 19:58 - 20:54 | 【制作局】 |                     |
| 北海道         | テレビ北海道（TVh）       | テレビ東京系列 | 木曜 19:58 - 20:54 | 同時ネット |                     |
| 愛知県         | テレビ愛知（TVA）         | テレビ東京系列 | 木曜 19:58 - 20:54 | 同時ネット |                     |
| 大阪府         | テレビ大阪（TVO）         | テレビ東京系列 | 木曜 19:58 - 20:54 | 同時ネット | [ 注 6 ]            |
| 岡山県・香川県 | テレビせとうち（TSC）     | テレビ東京系列 | 木曜 19:58 - 20:54 | 同時ネット |                     |
| 福岡県         | TVQ九州放送（TVQ）        | テレビ東京系列 | 木曜 19:58 - 20:54 | 同時ネット |                     |
| 奈良県         | 奈良テレビ（TVN）         | 独立局         | 木曜 19:58 - 20:54 | 同時ネット | [ 注 7 ]            |
| 滋賀県         | びわ湖放送（BBC）         | 独立局         | 木曜 19:58 - 20:54 | 同時ネット | [ 注 8 ]            |
| 和歌山県       | テレビ和歌山（WTV）       | 独立局         | 木曜 19:58 - 20:54 | 同時ネット | [ 注 9 ]            |
| 岐阜県         | 岐阜放送（GBS）           | 独立局         | 木曜 19:58 - 20:54 | 同時ネット | [ 注 10 ]           |
| 三重県         | 三重テレビ（MTV）         | 独立局         | 水曜 19:00 - 19:55 | 遅れネット | [ 注 11 ] [ 注 12 ] |
| 山形県         | さくらんぼテレビ（SAY）   | フジテレビ系列 | 土曜 15:00 - 16:00 | 遅れネット | [ 注 13 ]           |
| 島根県・鳥取県 | さんいん中央テレビ（TSK） | フジテレビ系列 | 土曜 15:00 - 15:57 | 遅れネット |                     |
| 愛媛県         | あいテレビ（itv）         | TBS系列        | 日曜 12:54 - 13:54 | 遅れネット | [ 注 14 ]           |

- 三重テレビを除く独立局では、通常時同時ネットではあるが、あくまで番販ネットのため、自主編成により臨時非ネットとすることがあった。

過去のネット局
- 熊本放送（RKK・TBS系列、木曜 9:55 - 10:50に放送していたが、打ち切り）
- テレビ長崎（KTN・フジテレビ系列、2013年10月1日から木曜 15:00 - 15:57で放送していたがほどなくして打ち切り）
- 岩手めんこいテレビ（mit・フジテレビ系列、土曜 15:00 - 16:00で放送していたが、打ち切り）
- 宮崎放送（mrt・TBS系列、火曜 14:00 - 15:00で放送していたが、打ち切り）
- 東北放送（TBC・TBS系列、2016年3月まで不定期に放送されていた）
- 石川テレビ（ITC・フジテレビ系列、日曜 14:00 - 14:57で放送していたが、打ち切り）
- 青森テレビ（ATV・TBS系列、木曜 15:50 - 16:48に放送していたが、打ち切り）
- テレビ信州（TSB・日本テレビ系列、土曜 14:30 - 15:30に放送していたが、打ち切り）
- テレビ大分（TOS・日本テレビ系列・フジテレビ系列、火曜 9:50 - 10:50に放送していたが、打ち切り）
- テレビ新潟（TeNY・日本テレビ系列、2018年1月26日から金曜日 10:25 - 11:25に放送していたが、2020年3月27日に打ち切り）

### 月曜プレミア8時代
| 放送対象地域   | 放送局                  | 系列           | 放送日時           | 遅れ       |
| -------------- | ----------------------- | -------------- | ------------------ | ---------- |
| 関東広域圏     | テレビ東京（TX）        | テレビ東京系列 | 月曜 20:00 - 21:54 | 【制作局】 |
| 北海道         | テレビ北海道（TVh）     | テレビ東京系列 | 月曜 20:00 - 21:54 | 同時ネット |
| 愛知県         | テレビ愛知（TVA）       | テレビ東京系列 | 月曜 20:00 - 21:54 | 同時ネット |
| 大阪府         | テレビ大阪（TVO）       | テレビ東京系列 | 月曜 20:00 - 21:54 | 同時ネット |
| 岡山県・香川県 | テレビせとうち（TSC）   | テレビ東京系列 | 月曜 20:00 - 21:54 | 同時ネット |
| 福岡県         | TVQ九州放送（TVQ）      | テレビ東京系列 | 月曜 20:00 - 21:54 | 同時ネット |
| 奈良県         | 奈良テレビ（TVN）       | 独立局         | 月曜 20:00 - 21:54 | 同時ネット |
| 滋賀県         | びわ湖放送（BBC）       | 独立局         | 月曜 20:00 - 21:54 | 同時ネット |
| 和歌山県       | テレビ和歌山（WTV）     | 独立局         | 月曜 20:00 - 21:54 | 同時ネット |
| 岐阜県         | 岐阜放送（GBS）         | 独立局         | 月曜 20:00 - 21:54 | 同時ネット |
| 山形県         | さくらんぼテレビ（SAY） | フジテレビ系列 | 不定期放送         | 遅れネット |
| 静岡県         | 静岡朝日テレビ（SATV）  | テレビ朝日系列 | 不定期放送         | 遅れネット |
| 沖縄県         | 琉球放送（RBC）         | TBS系列        | 不定期放送         | 遅れネット |

- 三重テレビを除く独立局では、通常時同時ネットではあるが、あくまで番販ネットのため、自主編成により臨時非ネットとすることがある。

## 別冊主治医が見つかる診療所 健康スイッチ→解決スイッチ
- 当番組の姉妹番組。2014年3月まではお昼に放送していたが、同年4月1日より夕方に枠移動し放送。2015年3月30日より『解決スイッチ』に改題・リニューアルした。

2016年4月1日終了。

### 主なコーナー（健康スイッチ）
健康さんぽ→名医の健康ツアー
番組主治医とゲストが健康につながるスポットを散策。
主治医の診察室
草野所長・東野副所長・主治医がゲストのお悩みを解決。

### 主なコーナー（解決スイッチ）
- 月曜日「ダイエット」

名医や栄養士と街に出て、ダイエットに有効な運動や食事法を探る。
- 火曜日「予防」

「病気の予防」に特化し、名医と街に出て健康法を探る。
- 水曜日「ペット」

「ペットの健康」に特化し、適切な飼い方やペットの健康管理法などを探る。
- 木曜日「お得生活」

生活にまつわる素朴な疑問や得する情報を専門家と探る。
- 金曜日「博士のレシピ」

東野副所長が経営するレストラン「東野亭」(番組冒頭で洋館風の建物の映像が映される)に毎回その道に詳しい博士を招き、博士こそ知る絶品レシピを紹介。

### ネット局
| 放送対象地域   | 放送局                | 系列           | 放送日時                    | 遅れ       | 脚注       |
| -------------- | --------------------- | -------------- | --------------------------- | ---------- | ---------- |
| 関東広域圏     | テレビ東京（TX）      | テレビ東京系列 | 平日 17:20 - 17:50          | 【制作局】 | 【制作局】 |
| 愛知県         | テレビ愛知（TVA）     | テレビ東京系列 | 平日 10:05 - 10:35          | 遅れネット | [ 注 15 ]  |
| 岡山県・香川県 | テレビせとうち（TSC） | テレビ東京系列 | 月 - 木曜 17:30 - 18:00     | 遅れネット |            |
| 奈良県         | 奈良テレビ（TVN）     | 独立局         | 平日 15:00 - 15:30          | 遅れネット | [ 注 16 ]  |
| 愛媛県         | あいテレビ（itv）     | TBS系列        | 平日 10:30 - 11:00          | 遅れネット | [ 注 17 ]  |
| 長崎県         | 長崎国際テレビ（NIB） | 日本テレビ系列 | 月・水 - 金曜 10:25 - 10:54 | 遅れネット | [ 注 18 ]  |
| 日本全域       | BSジャパン            | BS放送         | 水曜 17:58 - 19:00          | 遅れネット | [ 注 19 ]  |
| 宮城県         | 東北放送（tbc）       | TBS系列        | 金曜 9:55 - 10:25           | 遅れネット | [ 注 20 ]  |

#### テレビ東京系列各局に関する詳細
- テレビ大阪とTVQ九州放送では当初から非ネット。当初は両局とも『トムさんの田舎のごちそう』を放送していた（BSジャパンにて2012年4月から2014年3月まで放送）。
  - その後、テレビ大阪では2014年7月14日から「アニメセレクション（かつて他系列で放送されていたアニメを放送。初回は『SLAM DUNK』）」の放送に切り替えられた。
  - TVQでは2014年6月30日から『ザ・ウルトラシェフ』をディレイ放送、同年9月11日からは他系列の帯ドラマを再放送（帯ドラマの初回は『大好き!五つ子2』）するようになった[注 21]。
  - テレビ愛知では開始当初金曜も同時ネットしていたが、2014年10月3日より『ポケットモンスター ベストウイッシュ』の再放送（木曜朝7:30から移動）に切り替えて週4日放送となった。その後、2015年4月1日からは残りの月曜 - 木曜が「トワイライト☆アニメ」枠として『黒子のバスケ』を放送するため、本番組は同年4月6日から平日の10:05 - 10:35に枠移動した。
  - テレビ北海道では開始当初から10分遅れの当日時差ネットで放送していたが、2014年12月26日を以ってネット終了となった。後番組は翌年1月5日から「7チャンあにめ」（かつて同局や他系列で放送されていたアニメを放送）となっている。なお、改題後の『解決スイッチ』は同年4月6日から平日の8:00 - 8:30に「おはようまんが」（内容は「7チャンあにめ」と類似している）の後番組として放送再開（1週間遅れ）した。しかし、同年7月24日をもって2度目のネット終了。その後は、韓国ドラマの朝のドラマ通り枠（8:00 - 8:55）に改編。